# 兵庫県立淡路特別支援学校
兵庫県立淡路特別支援学校（ひょうごけんりつ あわじとくべつしえんがっこう）は、かつて兵庫県洲本市五色町下堺にあった県立特別支援学校。知的障害を抱える児童・生徒を教育対象としていた。

## 設置学部
- 小学部
- 中学部
- 高等部

## 歴史
- 1970年（昭和45年）4月1日 - 五色町立堺小学校、同五色中学校の特殊学級を社会福祉法人五色学園内に設置。
- 1972年（昭和47年）4月1日 - 同校の分校を設置。
- 1976年（昭和51年）3月31日 - 分校廃校。同年4月1日、兵庫県立淡路養護学校開校。
- 1991年（平成3年）4月1日 - 高等部設置。
- 2007年（平成19年）4月1日 - 学校名を「兵庫県立淡路養護学校」から「兵庫県立淡路特別支援学校」に変更。
- 2011年（平成23年）3月31日 - 兵庫県立淡路聴覚特別支援学校と発展的統合し、廃止される。後身校は兵庫県立あわじ特別支援学校。